# Ilirneï
Ilirneï (Russe: Илирней, tchouktche: Иԓирӈэй) est un village situé dans l'okroug autonome de Tchoukotka, dans l'Extrême-Orient russe. Créée en 1945, la commune comptait en 2021 231 habitants, et en 2012 281 habitants dont 247 sont des natifs 
tchouktches}.

## Population
Recensements (*) ou estimations de la population 
| 2002* | 2010* | 2012 | 2013 | 2020 | 2021 |
| ----- | ----- | ---- | ---- | ---- | ---- |
| 295   | 287   | 281  | 277  | 233  | 231  |

| 2022 | - | - | - | - | - |
| ---- | - | - | - | - | - |
| 232  | - | - | - | - | - |

## Climat
| Mois                                        | jan.       | fév.     | mars       | avril      | mai        | juin      | jui.      | août      | sep.       | oct.       | nov.     | déc.       | année      |
| ------------------------------------------- | ---------- | -------- | ---------- | ---------- | ---------- | --------- | --------- | --------- | ---------- | ---------- | -------- | ---------- | ---------- |
| Température minimale moyenne (°C)           | −39,2      | −37,9    | −32,1      | −23,7      | −6,7       | 4,8       | 7,1       | 3,4       | −2,6       | −16,4      | −29      | −37,5      | −17,5      |
| Température moyenne (°C)                    | −34,8      | −32,6    | −25,4      | −15,6      | −1,2       | 11        | 13,5      | 9,3       | 1,9        | −12,1      | −24,1    | −33,4      | −12        |
| Température maximale moyenne (°C)           | −30,4      | −27,3    | −18,6      | −8,4       | 3,5        | 16,6      | 19,3      | 15        | 6,6        | −7,9       | −19,5    | −29,1      | −6,7       |
| Record de froid (°C) date du record         | −64,4 1964 | −62 1978 | −55,5 2010 | −46,2 1950 | −35,8 1964 | −8,8 1971 | −6 1982   | −12 1994  | −27,6 1965 | −41,3 1968 | −55 1993 | −60,9 1968 | −64,4 1964 |
| Record de chaleur (°C) date du record       | 2,4 1971   | 1,4 1966 | 3,8 2011   | 8,5 2013   | 21,1 2010  | 30,7 1966 | 34,1 2001 | 31,1 2010 | 28,4 2018  | 13,2 1944  | 2,9 1944 | 4,2 1955   | 34,1 2001  |
| Ensoleillement (h)                          | 3,1        | 7        | 173,6      | 261        | 266,6      | 270       | 213,9     | 167,4     | 120        | 49,6       | 15       | 0          | 1 610,2    |
| Précipitations (mm)                         | 9          | 10       | 9          | 5          | 6          | 15        | 21        | 23        | 13         | 19         | 18       | 11         | 159        |
| Record de pluie en 24 h (mm) date du record | 21 1962    | 21 1973  | 9 1967     | 9 1987     | 10 1964    | 28 1959   | 31 1984   | 33 1976   | 17 1956    | 13 1960    | 24 1950  | 26 1982    | 33 1976    |
| Nombre de jours avec précipitations         | 12         | 11       | 11,2       | 8,4        | 7,9        | 9,4       | 10,8      | 11        | 11,9       | 16,3       | 14,2     | 13,3       | 137,4      |
| Humidité relative (%)                       | 70,9       | 69,9     | 67,4       | 64,3       | 62,7       | 59,8      | 65,2      | 74,7      | 78,8       | 82,7       | 80,3     | 73,6       | 70,9       |

| Diagramme climatique                                  |              |             |            |          |           |           |         |           |             |            |              |
| J                                                     | F            | M           | A          | M        | J         | J         | A       | S         | O           | N          | D            |
| −30,4−39,29                                           | −27,3−37,910 | −18,6−32,19 | −8,4−23,75 | 3,5−6,76 | 16,64,815 | 19,37,121 | 153,423 | 6,6−2,613 | −7,9−16,419 | −19,5−2918 | −29,1−37,511 |
| Moyennes : • Temp. maxi et mini °C • Précipitation mm |              |             |            |          |           |           |         |           |             |            |              |